# Joseph Haydn
Joseph Haydn (Rohrau, 31. ožujka 1732. – Beč, 31. svibnja 1809.), 
austrijski skladatelj i dirigent.
Šire glazbeno obrazovanje stekao je kao član dječačkog zbora Bečke katedrale. U kompoziciji zapravo samouk, Haydn se i kasnije, kao skladatelj i dirigent dvorske muzike knezova Esterhazy, razvijao samostalno, "odrezan od svijeta", kako sam kaže, "i prisiljen da postane originalan". Proveo je tri desetljeća, od 1761. do 1790., na kneževskim dovorovima u Željeznom i Esterhazyu, dok je nakon 1790. većinom boravio u Beču.
"Dobri tata Haydn", čuvar klasične tradicije, prvi u velikoj trojki bečkih klasika, Mozartov prijatelj i učitelj mnogih glazbenika svoga doba stekao je za života veliku popularnost i poštovanje koji su nakon smrti izblijedili, da bi ga 20. stoljeće ponovo otkrilo kao vrelo nepresušne glazbene dobrote.
Haydn je dao neizmjerno bogat i raznovrstan opus, što svjedoči o lakoći stvaranja i o potrebi tadašnjeg glazbenog tržišta koje je stalno tražilo nova djela. Njegovih 108 simfonija, 24 klavirska koncerta, 5 koncerata za violončelo, mnoštvo komornih skladbi za različite instrumente i ansamble, tridesetak opera, oratoriji, mise, kantate – sve to čini jedan od najbogatijih opusa u povijesti skladateljstva uopće.
Težište njegova stvaranja je na instrumentalnoj glazbi, a posebno je razvio klavirsku sonatu, gudački kvartet i simfoniju. U operi daje veću važnost karakterizaciji likova. Najstariji je od trojice majstora bečke klasike.
Djela:
- Čudak, Nenadani susret, Mjesečev svijet, Simfonija rastanka, Oxfordska, 6 Pariških i 12 Londonskih simfonija, 84 gudačka kvarteta (najvrijedniji po 6 tzv. Sunčanih, Ruskih, Pruskih, te Apponyi i Erdődy), pasija "Sedam posljednjih riječi Spasiteljevih"), oratoriji Stvaranje i Godišnja doba.

## Hrvatska narodna glazba i Haydn
Hrvatski muzikolog Franjo Kuhač prvi je uočio da Haydnova glazba obiljuje hrvatskim narodnim napjevima. Kuhač je sakupio i objavio brojne primjere hrvatskih narodnih napjeva koji su ugrađeni u Haydnove kompozicije.
Primjeri tema u Haydnovim djelima koje se temelje na hrvatskim narodnim napjevima:
- Tema finala Haydnove 104. simfonije ("Londonske") navodno je skladana na temelju hrvatske narodne pjesme "Oj, Jelena, Jelena, jabuka zelena".
- Finale 103. simfonije počinje temom za koju se tvrdi da se temelji na hrvatskoj narodnoj pjesmi "Divojčica potok gazi".
- Melodiju, koja je danas poznata kao njemačka nacionalna himna, napisao je Haydn. Kuhač je tu melodiju zapisao kao vrlo stari napjev "Stal se jesem rano jutro malo pred zoru" podrijetlom iz Marije Bistrice, Sv. Ivana Zeline, Međimurja i Gradišća.
- Pjesma vrlo poznata u hrvatskoj, "Nikaj na svetu lepšega ni, nego gorica kad nam rodi", pojavljuje se u ranom Haydnovom djelu Cassation u G-duru.